# Magnum principium
Magnum principium je apostolsko pismo u obliku motuproprija pape Franje koje je objavljeno 3. rujna 2017. godine.
Dokumentom je izmijenjen kanon 838. koji određuje mjerodavnu vlast za uređivanje svetog bogoslužja te izdavanje i prijevod bogoslužnih knjiga na narodne jezike.

### Članci
- Marković, Ilija. 2018. Izmjene kanona Zakonika kanonskog prava iz 1983.: Od motu proprija Ad tuendam fidem do motu proprija Magnum principium. Vrhbosnensia. Univerzitet u Sarajevu – Katolički bogoslovni fakultet. Sarajevo. 22 (1): 117–151